# 幽☆遊☆白書DS〜暗黒武術会編〜
『幽☆遊☆白書DS〜暗黒武術会編〜』（ゆうゆうはくしょディーエスあんこくぶじゅつかいへん）とは、2006年9月21日にタカラトミーから発売されたニンテンドーDS用ゲームソフトである。

## 登場キャラクター
- 浦飯幽助
- 桑原和真
- 蔵馬
- 飛影

ちなみに、本来の蔵馬の一人称は「オレ」なのだが、本ゲームでは「僕」「私」と間違っていることがある。